# 金子民雄
金子民雄（かねこ たみお、1936年5月20日- ）は、日本の歴史学者。

## 来歴
東京生まれ。日本大学商学部卒業。中央アジア史、東南アジア史の調査・研究を行う。白水社などでの探検調査記録の編さんも多く行っている。哲学博士(未確認)。兄の金子史朗は地震学者・サイエンスライターである。

## 著書
- 『ヘディン研究』新生文化社 (印刷)　1969
- 『ソヴェト中央アジア 19-20世紀のトルキスタン』私家版、1970
- 『ヘディン伝 偉大な探検家の生涯』新人物往来社　1972、中公文庫 1989
- 『中央アジアに入った日本人』新人物往来社 1973、中公文庫（改訂版） 1992
- 『中央アジア探検小史』三省堂選書 1978　
  - 『動乱の中央アジア探検』朝日文庫（増補改訂版） 1993
- 『山と森の旅 宮沢賢治・童話の舞台』れんが書房新社 1978
- 『山と雲の旅 宮沢賢治・童話と詩の舞台』れんが書房新社 1979
- 『西域列伝 シルクロードの山と人』岳書房 1982
- 『ヘディン 人と旅』白水社 1982　
  - 『ヘディン交遊録 探検家の生涯における17人』中公文庫 2002
- 『宮沢賢治ノート』未来工房 1983
- 『初期ヒマラヤ』未来工房「人と本」 1984
- 『シルクロード』未来工房「人と本」 1984
- 『みちのくのメルヘン 宮沢賢治イーハトヴの世界』文・写真、そしえて「風土と歴史をあるく」 1984
- 『スコータイ美術の旅 タイの古代遺跡』胡桃書房　1985
- 『秘められたベルリン使節 ヘディンのナチ・ドイツ日記』胡桃書房 1986、中公文庫 1990
- 『宮沢賢治と西域幻想』白水社 1988、中公文庫 1994
- 『東ヒマラヤ探検史 ナムチャバルワの麓「幻の滝」をめざして』連合出版 1993
- 『フランシス(フランク)・キングドンーウォード 東チベットの植物探検家 1885-1958』小林書店 1994
- 『辺境の旅から』古今書院・ユネスコ選書　1994
- 『賢治の周辺』日本古書通信社・こつう豆本 1996
- 『天山北路の旅』連合出版 1996
- 『アフガンの光と影』北宋社 1997
- 『タイ王国の光と影』北宋社 1997
- 『文明の中の辺境』北宋社 1998
- 『タクラマカン周遊』山と溪谷社 1999
- 『西域 探検の世紀』岩波新書 2002
- 『楼蘭への旅 ロプ・ノール旧湖床南北縦断記』JTB 2002
- 『ヤングハズバンド伝 激動の中央アジアを駆け抜けた探検家』白水社 2008
- 『宮沢賢治の歩いた道』れんが書房新社 2009
- 『タイの黄金仏』USS出版 2012
- 『古代クメールの神像』USS出版 2013
- 『東ヒマラヤ探検史　ナムチャバルワの麓「幻の滝」をめざして』連合出版 2013
- 『聖地チベットの旅　カイラス、マナサロワール紀行』連合出版 2013
- 『ルバイヤートの謎 ペルシア詩が誘う考古の世界』集英社新書 2016

### 共著・編纂など
- 『ボロブドールの滅んだ日 インドネシアの古代遺跡』金子史朗共著、胡桃書房 1984
- 『河口慧海　チベット旅行記 抄』中公文庫 2004。監修
- 『寺本婉雅著作選集』横地祥原監修、金子編 うしお書店 2003-05
- 『能海寛著作集』全14巻 金子監修 うしお書店 2005-09

### 翻訳
- W.F.オコナー編『チベットの民話』白水社 1980
- 『ヘディン素描画集』ヨースタ・モンテル編 白水社 1980
- 『シルクロード紀行 1　西徳二郎 中亜細亜紀事／福島安正 波斯紀行』雄松堂出版「海外渡航記叢書」1990
- スヴェン・ヘディン『チベット遠征』中公文庫 1992、改訂版2006
- フランシス・キングドンーウォード『ツアンポー峡谷の謎』岩波文庫 2000
- オマル・ハイヤーム作 ムハムマド・アリ・フルギー、カシム・ガニ撰『ルバイヤート』胡桃書房　2003
- マカートニ夫人『カシュガール滞在記』連合出版「別世界との出会い」2007
- マリー・ミルズ・パトリック『サッフォー ギリシアの女流詩人』胡桃書房 2011